# バルディビア
バルディビア（Valdivia）は、チリ南部ロス・リオス州・バルディビア県にある都市である。人口は15万0727人（2017年）。

## 歴史
陶器時代（紀元845年頃）には、サンタ・マリア墓地に見られるように、この地域は単色の陶器で特徴づけられていた。西暦1300年頃のチャン・チャン1遺跡は、この地域の後期陶器集落の中でも際立っている。
植民地時代
1544年、フアン・バウティスタ・パステネ提督がアイニレブ川（後にバルディビアと命名）を発見したとき、ヨーロッパ人との最初の接触があった。1552年2月9日、ペドロ・デ・バルディビアによって、先住民の集落アイニルの上に「サンタ・マリア・ラ・ブランカ・デ・バルディビア」としてバルディビア市が設立された。1554年、皇帝シャルル5世から「最も高貴で忠実な都市」の称号を与えられた。
植民地時代、この都市はいくつかの大きな挫折に見舞われた：
1575年：地震と津波による破壊。
1599年： アンガナモン、パイジャマチュ、ペランタロ侯爵率いる先住民の反乱により破壊される。
1643年： オランダによる占領に失敗
1645年： ペルー副王領として再確立され、要塞の建設が始まる。
19世紀と20世紀
1820年、コクラン卿がコラル湾の要塞を占領した際に、バルディビアに独立がもたらされた。1826年にバルディビア県が誕生した。1846年以降、ドイツからの移民、特に1852年にカルロス・アンワンダーが率いた一団が到着し、この地方の産業と文化の発展に大きく貢献した。20世紀初頭には、バルディビアはチリの主要産業の中心地のひとつとなり、コラル港はバルパライソに次いでチリで2番目に重要な港となった。1906年には、南米初の鉄鋼業がコラルに設立された。
20世紀の重要な出来事
1954年：チリ・アウストラル大学の設立。
1960年：大地震と津波で街が半壊。
1974年：ロス・ラゴス第10州に編入。
1987年：クルーセス橋とニエブラへの道路建設
1998年：1960年に破壊されたバルディビア大聖堂の再建。

## 気候
| バルディビアの気候                                  | バルディビアの気候 | バルディビアの気候 | バルディビアの気候 | バルディビアの気候 | バルディビアの気候 | バルディビアの気候 | バルディビアの気候 | バルディビアの気候 | バルディビアの気候 | バルディビアの気候 | バルディビアの気候 | バルディビアの気候 | バルディビアの気候 |
| 月                                                  | 1月                | 2月                | 3月                | 4月                | 5月                | 6月                | 7月                | 8月                | 9月                | 10月               | 11月               | 12月               | 年                 |
| --------------------------------------------------- | ------------------ | ------------------ | ------------------ | ------------------ | ------------------ | ------------------ | ------------------ | ------------------ | ------------------ | ------------------ | ------------------ | ------------------ | ------------------ |
| 最高気温記録 °C （°F）                              | 36.3 (97.3)        | 34.0 (93.2)        | 30.0 (86)          | 26.0 (78.8)        | 20.0 (68)          | 24.2 (75.6)        | 19.4 (66.9)        | 20.0 (68)          | 25.1 (77.2)        | 29.2 (84.6)        | 29.4 (84.9)        | 32.5 (90.5)        | 36.3 (97.3)        |
| 平均最高気温 °C （°F）                              | 22.7 (72.9)        | 22.9 (73.2)        | 20.5 (68.9)        | 16.8 (62.2)        | 13.4 (56.1)        | 10.7 (51.3)        | 10.5 (50.9)        | 12.0 (53.6)        | 14.3 (57.7)        | 16.5 (61.7)        | 18.6 (65.5)        | 21.0 (69.8)        | 16.6 (61.9)        |
| 日平均気温 °C （°F）                                | 18.2 (64.8)        | 17.8 (64)          | 15.7 (60.3)        | 12.7 (54.9)        | 10.5 (50.9)        | 8.1 (46.6)         | 7.8 (46)           | 8.8 (47.8)         | 10.7 (51.3)        | 12.8 (55)          | 14.8 (58.6)        | 17.1 (62.8)        | 12.9 (55.2)        |
| 平均最低気温 °C （°F）                              | 10.5 (50.9)        | 9.6 (49.3)         | 8.3 (46.9)         | 6.9 (44.4)         | 6.9 (44.4)         | 5.1 (41.2)         | 4.6 (40.3)         | 4.5 (40.1)         | 5.2 (41.4)         | 6.8 (44.2)         | 8.6 (47.5)         | 10.4 (50.7)        | 7.3 (45.1)         |
| 最低気温記録 °C （°F）                              | 0.5 (32.9)         | −6.8 (19.8)        | −8.0 (17.6)        | −3.6 (25.5)        | −5.0 (23)          | −6.0 (21.2)        | −7.2 (19)          | −4.5 (23.9)        | −3.6 (25.5)        | −3.3 (26.1)        | −0.8 (30.6)        | 0.0 (32)           | −8.0 (17.6)        |
| 降水量 mm （inch）                                  | 48.8 (1.921)       | 46.0 (1.811)       | 67.7 (2.665)       | 131.5 (5.177)      | 285.6 (11.244)     | 325.7 (12.823)     | 282.8 (11.134)     | 212.3 (8.358)      | 141.7 (5.579)      | 103.2 (4.063)      | 77.5 (3.051)       | 64.7 (2.547)       | 1,787.5 (70.373)   |
| 平均降水日数                                        | 8                  | 7                  | 10                 | 15                 | 22                 | 22                 | 22                 | 21                 | 16                 | 14                 | 11                 | 9                  | 177                |
| % 湿度                                              | 63                 | 64                 | 72                 | 80                 | 87                 | 89                 | 87                 | 83                 | 76                 | 72                 | 68                 | 65                 | 75.5               |
| 平均月間日照時間                                    | 257.3              | 228.8              | 204.6              | 123.0              | 68.2               | 48.0               | 65.1               | 89.9               | 111.0              | 127.1              | 189.0              | 207.7              | 1,719.7            |
| 出典1：Dirección Meteorológica de Chile             |                    |                    |                    |                    |                    |                    |                    |                    |                    |                    |                    |                    |                    |
| 出典2：Climate & Temperatures, BBC - Weather Centre |                    |                    |                    |                    |                    |                    |                    |                    |                    |                    |                    |                    |                    |

## 沿革
- 1552年：ペドロ・デ・バ
- ルディビアによって建設(けんせつ)。
- 1960年5月22日：チリ地震が発生。甚大な被害を受ける。